# Куншалганский сельский округ
Куншалга́нский се́льский окру́г (каз. Күншалған ауылдық округі) — административная единица в составе Ерейментауского района Акмолинской области Казахстана. 
Административный центр — село Куншалган.

## История
В 1989 году существовал как — Куншалганский сельсовет (сёла Ленинское, Каратал, Шакей).
В периоде 1991—1998 годов Куншалганский сельсовет был преобразован в Куншалганский сельский округ.
В 2007 году село Ленинское было переименовано в село Куншалган.

## Население
| Численность населения | Численность населения | Численность населения |
| 1989                  | 1999                  | 2009                  |
| --------------------- | --------------------- | --------------------- |
| 1873                  | ↘1738                 | ↘1150                 |

## Состав
| № | Населённый пункт | Тип населённого пункта       | Население, 1989 | Население, 1999 | Население, 2009 |
| - | ---------------- | ---------------------------- | --------------- | --------------- | --------------- |
| 1 | Каратал          | село                         | 312             | 234             | 147             |
| 2 | Куншалган        | село, административный центр | 1 168           | 1 123           | 725             |
| 3 | Шакей            | село                         | 393             | 381             | 278             |

## Местное самоуправление
Аппарат акима Куншалганского сельского округа — село Куншалган, улица имени Иллиадора Поморцева, 8.
- Аким сельского округа — Залгаринов Нурымбек Рахимжанович[1].